# سیارک ۵۱۱۴
سیارک ۵۱۱۴ (به انگلیسی: 5114 Yezo، نامگذاری:1988CO) پنج هزار و صد و چهاردهمین سیارک کشف شده‌است که در ۱۵ فوریه ۱۹۸۸ کشف شد.
قدر مطلق سیارک برابر ۱۲٫۶۰ است.